# Iso
ISO Rivolta — итальянская мото- и автомобилестроительная компания, известная прежде всего производством дорогих спортивных автомобилей. Выпуск транспортных средств начала в 1948 году. За время существования сменила несколько названий: Isothermos, Iso Autoveicoli (с 1952 года), Iso Rivolta (с 1962 года) и Iso Motors (с 1973 года).

## История
Компания ISO Rivolta была итальянским производителем автомобилей, мотоциклов и мотороллеров. Основана в 1938 году. На всем протяжении своего существования несколько раз меняла названия – Iso Autoveicoli Spa в 1952 году, Iso Rivolta в 1962, далее носила название Iso Motors с 1973 года вплоть до своего банкротства в следующем, 1974 году.
Основатель компании - Ренцо Ривольта (Renzo Rivolta). Начинали с холодильников, откуда и происходит название компании — ISOtermo. Параллельно начали изготавливать скутера, конкурируя с Vespa. Продукция была недешёвой, но пользовалась стабильным спросом. Ривольта всегда мечтал производить автомобили и, заработав на холодильниках и скутерах, выпустил знаменитую субкомпактную модель Isetta, в итоге, продав на неё лицензию BMW. В Германии машина оказалась коммерчески успешной и принесла своему создателю хорошие лицензионные отчисления, позволив ему заняться проектированием спортивных автомобилей. Кроме того Isetta выпускалась и в других странах: Бразилии (Iso-Romi), Великобритании (Isetta of Great Britain, Ltd.), Испании (Borgward-Iso), Франции (VELAM).
Укрепившись на рынке, и заработав денег, основателем компании, было решено начать изготовление моделей класса гран-туризмо, конкурируя с Ferrari и Maserati. Самая известная модель – двухместная спортивная Iso Grifo, выпускалась с 1963 по 1974 года, имела классическую компоновку – мотор спереди, привод на задние колёса. За всё это время было выпущено только 413 автомобилей модели Grifo. Она обладала явным преимуществом перед конкурентами-соотечественниками - надёжный американский мотор, позволявший передвигаться на значительные расстояния. Так же была выпущена особая модификация в количестве 90 шт. – ISO Grifo 7 Litri, имевшая мощность 435 л.с. и максимальную скорость 300 км/час.
Были и другие модели - Rivolta, Lele, GT300. Отличительной особенностью машин от ISO были мощные моторы, надёжность, неприхотливость обслуживания и роскошные салоны.
Среди конструкторов компании можно выделить Giotto Bizzarrini (Джотто Биззарини), перешедшего из Ferrari. Впоследствии он ушёл из компании ISO вместе с чертежами, основав в 1964 г свою собственную - Bizzarrini S.p.A Первый его автомобиль — Bizzarrini GT Strada 5300 фактически являлся улучшенной версией Iso Grifo.
Производство Iso завершилось в 1974 году в связи с банкротством компании. С 1976 по 1979 годы модели Grifo, Fidia и Lele выпускались итальянской компанией Ennezeta S.r.l.

## Zagato IsoRivolta GTZ
В 2020 году итальянское кузовное ателье Zagato представило проект спорткара IsoRivolta GTZ, созданного по мотивам купе Iso Rivolta А3 шестидесятых годов. По концепции автомобиль соответствовал классическим моделям Iso: изящный итальянский кузов на мощном американском шасси. Автомобиль был выпущен ограниченной серией из 19 экземпляров.

## Галерея
|  |  |  |  |  |  |